# Apollo Applications Program

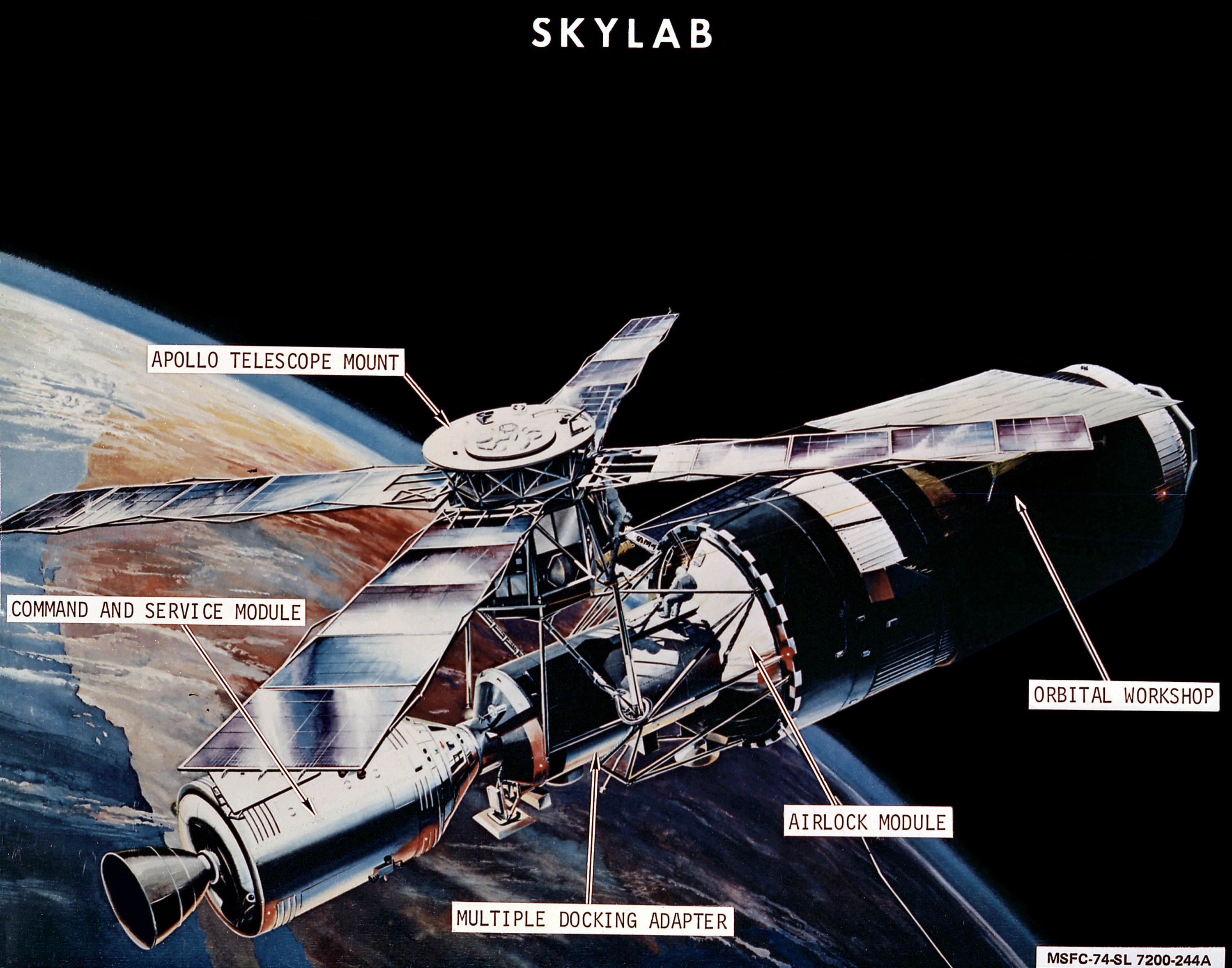
Stanice Skylab s připojenou lodí Apollo

Apollo Applications Program byl americký projekt NASA z roku 1965, který navazoval na projekt Apollo a měl využít dosaženou vysokou úroveň americké kosmické techniky. Kvůli nedostatku finančních prostředků byl radikálně omezen. Podařilo se uskutečnit jen dílčí program Skylab.

## Okolnosti vzniku projektu
V roce 1964 ředitel NASA James Webb předložil vládě a Kongresu studii o pokračování programu Apollo po jeho splnění i s ohledem na využití nepoužitých raket a lodí. Projekt Extendet získal podporu na nejvyšších místech (jeho velkým zastáncem byl například tehdejší viceprezident Spiro Agnew), přesto však získal jen polovinu požadované státní podpory. Na ústředí NASA i tak vzniklo v srpnu 1965 nové Oddělení programu aplikací Saturnu a Apolla, jehož ředitelem byl jmenován generálmajor David Jones. Plány vypracované v roce 1966 kvůli nákladné válce ve Vietnamu však nebylo možné realizovat.

## Součásti projektu

### AES (Apollo Extension Series) Lunar Base
Plánováno bylo použít nepilotovaný Saturn V k vynesení a přistání na Měsíci jakéhosi "přístřešku" založeném na CSM Apolla. Poté měl druhý Saturn V vynést upravený CMS a LM Apolla s tříčlennou posádkou k Měsíci. Dva muži měli sestoupit na měsíc a tam být nejméně 200 dní. Měli tam používat upravený Lunar rover vehicle a speciální vozidlo Lunar Flier jako logistická vozidla pro stavbu většího "obydlí". Kvůli izolaci třetího člena posádky plánovači navrhovali přistání 3 lidí na Měsíci, nebo bylo zvažováno použíti orbitálních modulů na oběžné dráze Měsíce, se kterými by se spojilo CMS.

### LESA (Lunar Exploration System of Apollo) Lunar Base
Základní hardware Apollo by byl vyvinut v AES, následován ALSS (Apollo logistic support system) a posléze LESA. Konečným výsledkem by byla stálá stanice na Měsíci. LESA představoval poslední NASA koncepci lunární základny před zrušením stavby dalších raket Saturn V. LESA měl použít nové Lunar landing vehicle k dovezení nákladu na povrch Měsíce a prodlužoval CMS a LM Taxi hardware a umožňoval by posádkám rozšiřovat a nakonec permanentně osídlit lunární základnu. Energii měl dodávat jaderný reaktor.

### Pilotovaný let k Venuši
Dále NASA plánovala pilotovaný let k Venuši.  Start se předpokládal už v říjnu 1973, průlet kolem planety 3. března 1974 a návrat na Zemi kolem 1. prosince téhož roku.

### Skylab
Skylab byl jediný projekt, který NASA opravdu uskutečnila. Šlo o vesmírnou stanicí na zemské orbitě.